# Miles City
Miles City é uma cidade localizada no estado americano de Montana, no Condado de Custer.

## Demografia
Segundo o censo americano de 2000, a sua população era de 8487 habitantes.
Em 2006, foi estimada uma população de 8083, um decréscimo de 404 (-4.8%).

## Geografia
De acordo com o United States Census Bureau tem uma área de
8,5 km², dos quais 8,5 km² cobertos por terra e 0,0 km² cobertos por água. Miles City localiza-se a aproximadamente 720 m acima do nível do mar.

## Localidades na vizinhança
O diagrama seguinte representa as localidades num raio de 76 km ao redor de Miles City.